# Bikupa

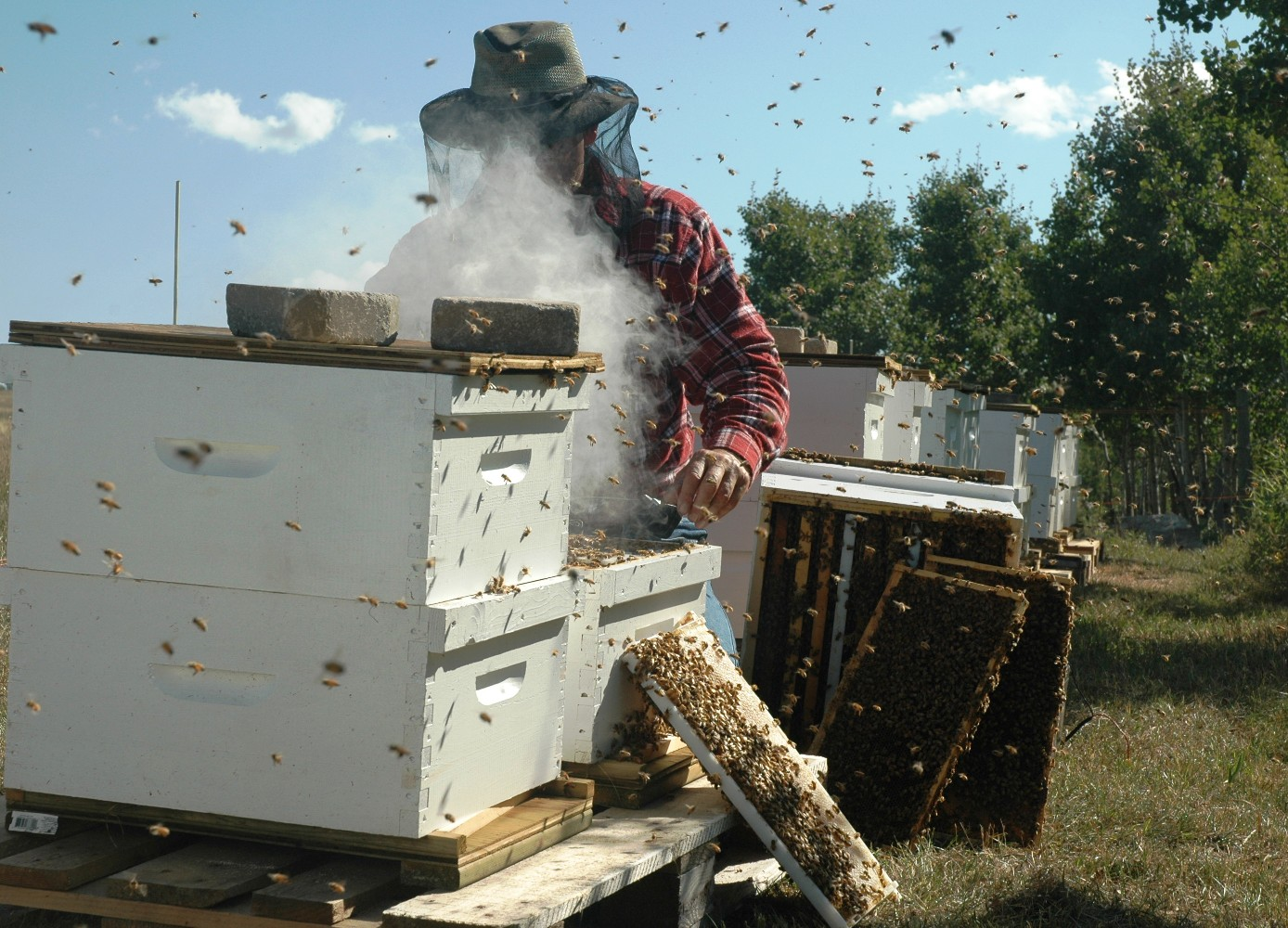
Moderna bikupor med ramar.

En bikupa, eller ett apiarium, är en låda avsedd att inrymma ett bisamhälle för biodling.

## Funktion och typer
De äldsta formerna av kupor är förmodligen ihåliga trästockar där bina fick bygga fritt. Skörden av honungen gick till så att de samhällen som bedömdes mogna slaktades. 

### Stockkupa
Klostermunkar kunde ha speciella stockkupor från vilka man kunde utvinna honungen utan att bina dödades. 

### Halmkupa
Halmkupan (även kranskupa) är en utveckling av bikupan som är litet bättre, för såväl odlaren som bina, det är valfritt om bisamhället skall slaktas eller skattas. Halmkupans form har givit namnet kupa åt hela företeelsen bostad till honungsbin. Halmkupan fungerar så att tunna pinnar är genomstungna den flätade kupan, och bina bygger lodrätt ner från dem. Under halmkupan kan en platt träbotten finnas, eller en trälåda med kupan ovanpå, tunna pinnar här också, och den kan rymma mera honung. Halmkupan är mycket bekväm, då man skall omhänderta en svärm, och kanske är trälådan under halmkupan embryot till de moderna bikuporna. Samuel Linnaéus utarbetade ett system med halmkransar, som gav föränderlig storlek åt halmkupan.
En typ av bikupa som användes i områdena runt östra delen av Medelhavet gjordes av lera och halm, som blandats med kvoter, för optimal isolering och hållfasthet. Den har förmodligen en parallell historia som de av halm. Kupans form är som ett rör, det avslutas framtill med en kalott, och i centrum på kalotten finns binas flyghål. Kupan avslutas baktill med ett cirkelrunt lock, som är exakt tillformat, så att det kan skjutas fram och tillbaka inne i röret. Bikupan är mycket gammal, arkeologiska fynd kan belägga den till 3 000 år bakåt i tiden, och den används fortfarande i modern tid. Kupan saknar svenskt namn, då den inte har använts i vår kultur. Denna av lera gjorda bikupa har en cylindrisk form, och ligger vågrätt. Det är lätt att bygga upp stora bigårdar med kuptypen.

### Den moderna bikupan
Engelsmannen John Gedde publicerade sina rön, angående ett system av träaskar att hålla bin i, det var 53 år före svensken Mårten Triewald, och skriften Nödig traktat om Bin som publicerades 1728, och de åttakantiga stapelbara askar, som rymdes i ett ytterhus. 
Moderna bikupor har utvecklats sedan första halvan av 1800-talet. De typer av bikupor man använder idag har lösa ramar av trä eller plast placerade i en eller flera löstagbara lådor, som staplas över varandra. Under 1800-talet togs följande fyra avgörande utvecklingssteg mot dagens biodling: 
- lösa, fyrkantiga ramar, ihopsatta av trälister, genom ukrainaren Petro Prokopovitj,
- separation av drottningen från honungskammare (skattlåda), genom Petro Prokopovitj
- bärlister för fyrkantsramarna, med bygganvisningar, genom preussaren Johann Dzierzon,
- löstagbara lådor och lock samt funktionen hos bigången, genom amerikanen Lorenzo Langstroth.

Dessa utvecklingsstegsteg, framför allt Langstroths bikupa från 1851, är grunden för de olika normer som skapats gällande ramars ramformat. Dagens ramkupa är skapad utifrån dessa innovationer. Ramkupan har sedan utformas i två riktningar, trågkupan och uppstaplingskupan. Trågkupans idé är huvudsakligen en låda med flyttbar vägg längst bak för att kunna ändra på utrymmet för bina. Den så kallade Smålandskupan är en utvecklad trågkupa. Uppstaplingskupans idé är att förändra antalet lådor som bina ryms i. Den utgör huvudspåret i rationella bigårdar i modern tid. Langstroths kupa står sig än idag gott som en rationell uppstaplingskupa.
Moderna bikupor är tillverkade av trä, som absorberar fukt och ger ett bra klimat i kupan, men är tungt, eller frigolit, som inte absorberar vatten, samt har låg vikt. Vinsten med ett litet ramformat i skattlådorna är skonsammare lyft för biodlaren.
Prokopovitsch och Dzierzon brukar tillskrivas uppfinningen att hålla bin på rörligt vaxbygge med hjälp av ramar med fritt utrymme runt om, den så kallade bigången. Bina kittar annars igen smala öppningar på några enstaka mm och bygger vax i utrymmen som är större än en dryg cm. Mellanrum med storlek mellan dessa är avgörande för möjligheten att ha rörliga ramar i kupan. Ramarnas storlek är anpassade till honungsslungan, där honungen slungas ut ur ramarna med hjälp av centrifugering efter att cellocken tagits bort (avtäckning).

### Topplistkupa
En ny typ av bikupa, härstammande från Afrika, har blivit populär i USA. Den kallas där för top-bar hive (på svenska "topplistkupa".) Den är en förenkling av ramkupan; kuptypen är en trågkupa med breda topplister eller  lister som ersätter ramarna. Dessa topplister har dubbel funktion. De utgör dels täckbrädor, dels häng-bommar för vaxkakan. Bina bygger vaxkakan utgående från en strimma vax eller vaxad grillpinne som monterats på undersidan av listerna eller direkt på träet på formsågade trekantslister med en längsgående nedåtriktad trekantsprofil. Kupans väggar lutar oftast inåt för att bina i möjligaste mån inte ska bygga fast vaxkakorna. Vaxkakan med honung skärs loss från kupans sidor med en långbladig kniv när listen lyfts för inspektion. Det är absolut olämpligt att vrida upp vaxkakan i horisontellt läge när den är upplyft. Detta skulle medföra att kakans tyngd skulle bryta av den från listen. Biodlare med topplistkupa måste hantera vaxkakorna lugnt och varsamt och alltid hålla en "smal sida" vänd mot marken, då vaxbygget med innehåll av ägg, larver, puppor, pollen och honung saknar förstärkning av en omslutande ram. Kuptypen är mycket enkel och kostnadseffektiv och har sitt ursprung i Afrika, kanske i Kenya. Denna typ av kupa är relativt enkel att bygga själv utan tillgång till särskilt avancerad snickeriutrustning. Det enda måttet som är viktigt för funktionen är bredden på topplisterna.

### Varianter på ramformat till moderna bikupor.
Se även biramar.
- Svea
- Halvsvea
- Lågnormal
- LS (lågnormal svea)
- Halv LS
- Norsk
- Halv norsk
- Wieslander
- Dadant
- Langstroth
- 3/4 Langstroth (Farrar)
- Shallow (låglangstroth)

## Bildgalleri

Lessebo kommun har en halmkupa i sitt vapen.
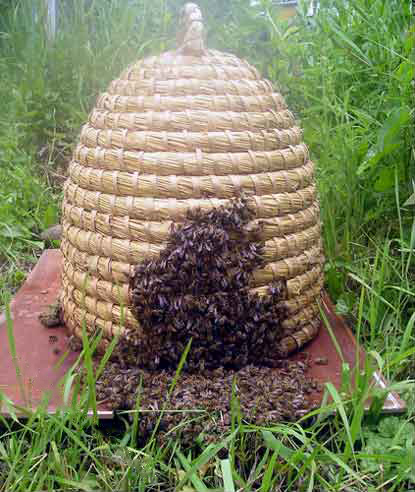
Bikupa av halm.
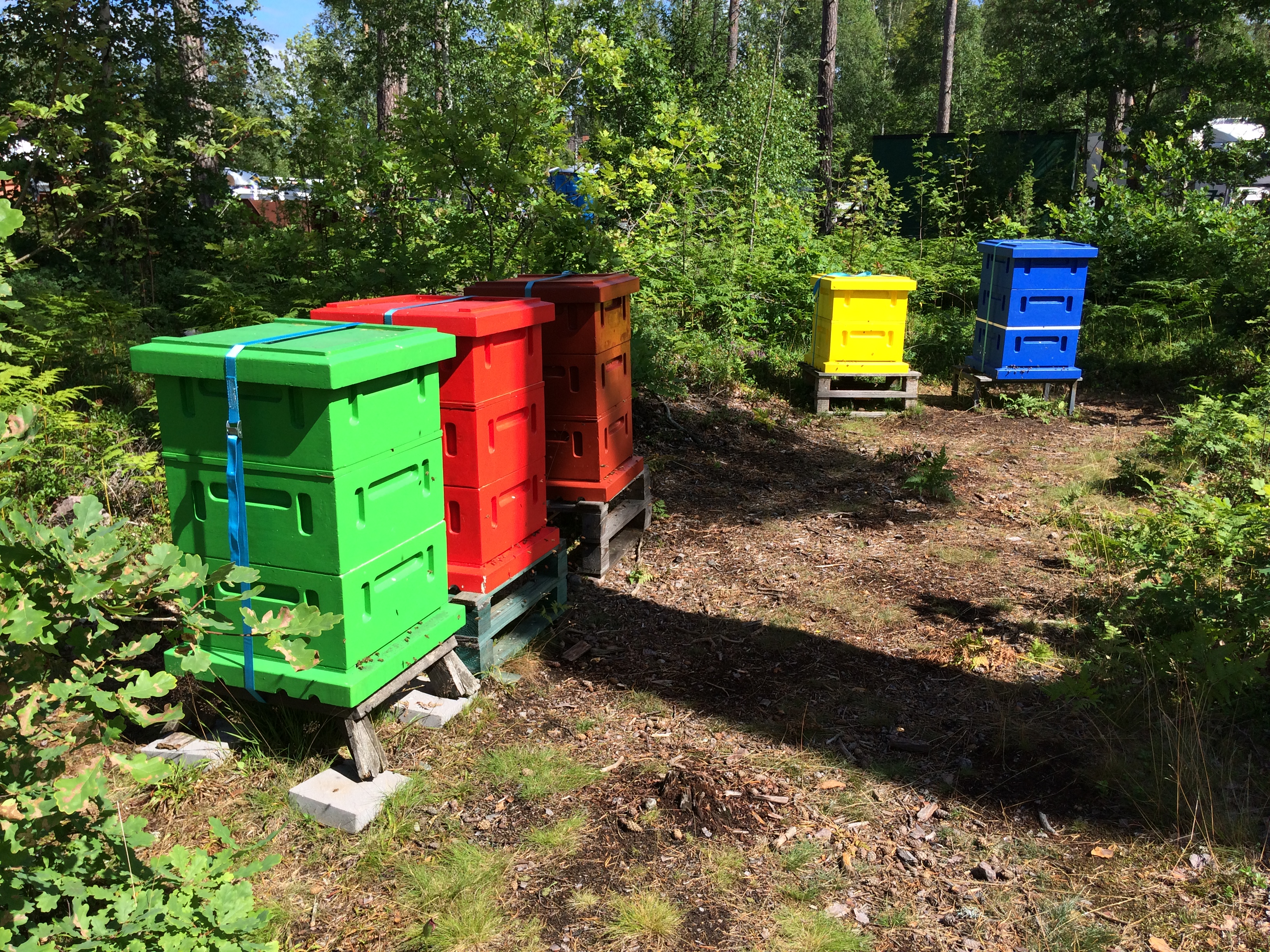
Moderna bikupor i Målilla.
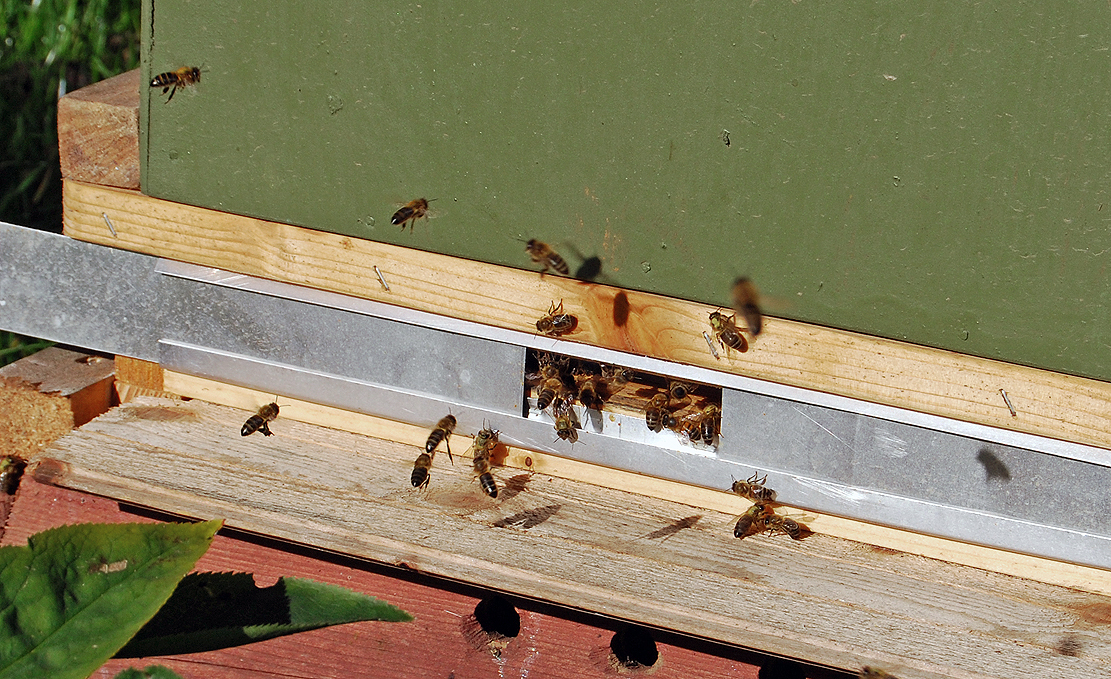
Fluster på en modern bikupa.
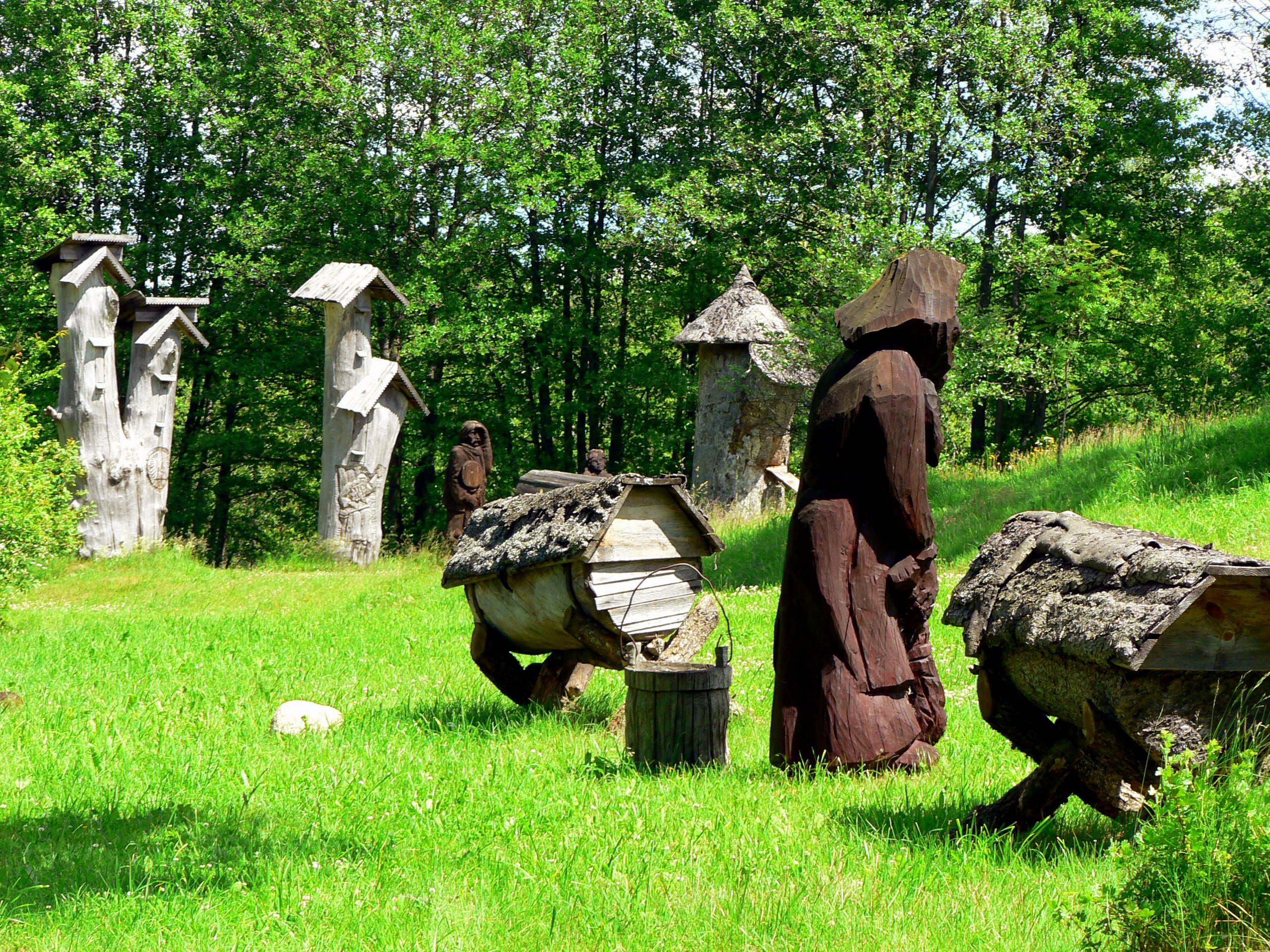
Bikupor av trä i Stripeikiai i Litauen
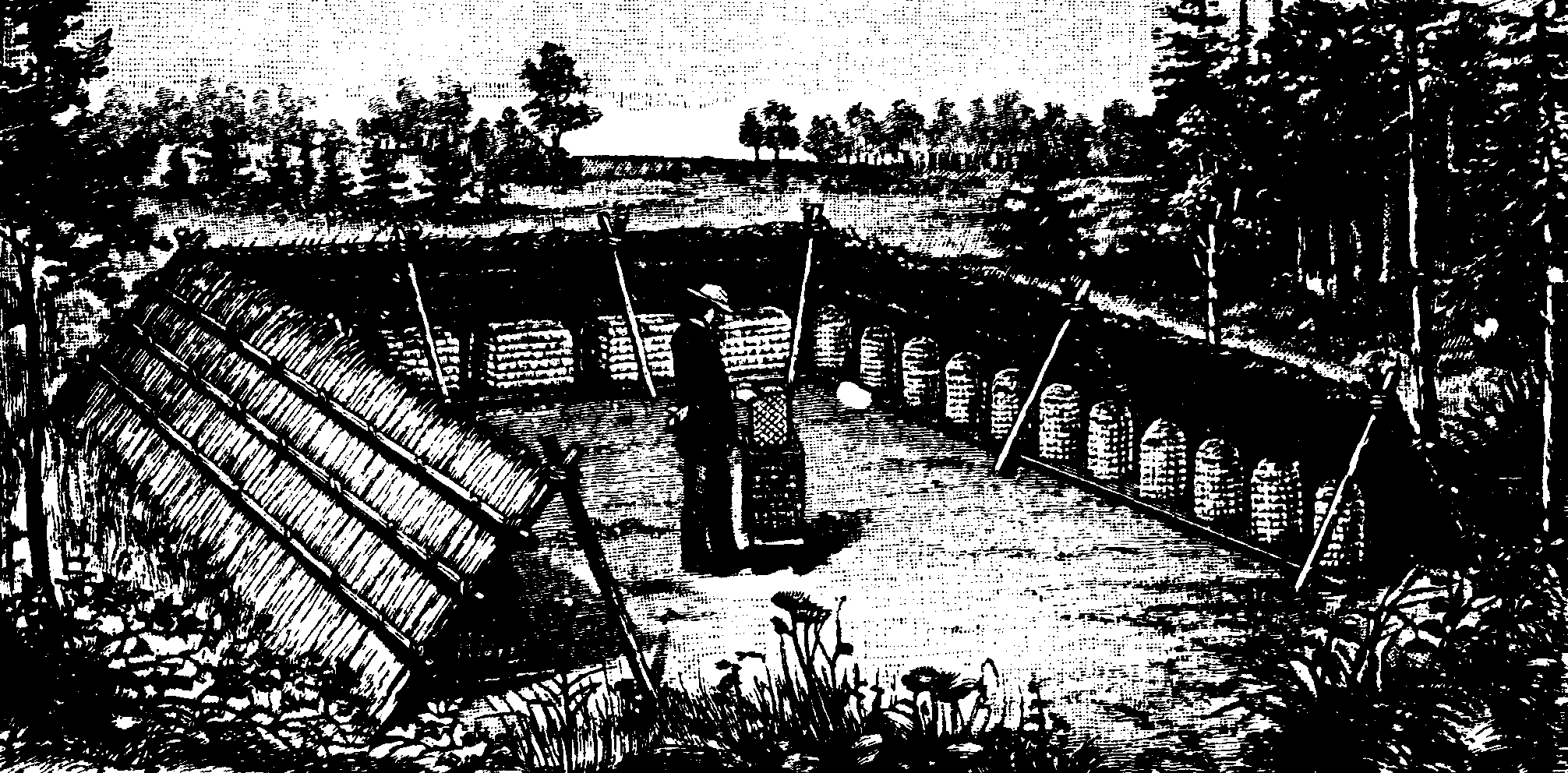
Bigård i norra Tysklands hedtrakter